# L'ospite (film 2018 Chiarini)
L'ospite è un film del 2018 diretto da Duccio Chiarini e presentato in Piazza Grande al Locarno Festival.

## Trama
Guido convive con la fidanzata Chiara a Roma, che comincia però a dare segni di insoddisfazione per una vita personale e lavorativa senza troppe prospettive. Anche la carriera universitaria di Guido va a rilento, negandogli le già potenzialmente poche soddisfazioni professionali.
Chiara potrebbe essere rimasta incinta e Guido ne è entusiasta, ma per Chiara non è così, e quando diventano palesi le altre sue aspirazioni fra i due si consuma una crisi che li porta ad una pausa di riflessione. Guido si ritrova sballottato fra case e divani altrui: quelli dei suoi genitori e delle coppie di amici che lo ospitano. Vive così da spettatore i piccoli drammi e le contraddizioni di costoro.
Nel frattempo la distanza fra Chiara e Guido si approfondisce: lei ha deciso di accettare un lavoro all'estero, Guido esce con la cardiologa Roberta. Le strade dei due protagonisti sono destinate a separarsi dolorosamente.

## Riconoscimenti
- 2020 - David di Donatello
  - Candidatura Miglior canzone a Un errore di distrazione
- 2020 - Nastro d'Argento
  - Candidatura Miglior canzone a Un errore di distrazione
- 2018 - Locarno Festival
  - Premio Boccalino d'oro al miglior film[2]
- 2019 - ValdarnoCinema Film Festival
  - Miglior colonna sonora a Brunori Sas[3]